# Europees kampioenschap waterpolo mannen 1950
Het 7e Europees kampioenschap waterpolo voor mannen vond plaats van 20 tot 27 augustus 1950 in Wenen, Oostenrijk. Zeven landenteams namen deel aan het toernooi. Het Nederlandse team werd voor de eerste keer Europees kampioen. De Zweedse ploeg eindigde als tweede.

## Toernooiformat
Elk van de zeven geplaatste teams speelde eenmaal tegen de overige teams om tot een eindrangschikking te komen op basis van het puntentotaal.

## Wedstrijduitslagen
| 20 augustus 1950 | Joegoslavië | 18–4 | Zwitserland | Wenen |

| 20 augustus 1950 | Nederland | 4–3 | Zweden | Wenen |

| 20 augustus 1950 | Oostenrijk | 8–6 | Frankrijk | Wenen |

| 21 augustus 1950 | Italië | 11–6 | Frankrijk | Wenen |

| 21 augustus 1950 | Joegoslavië | 8–3 | Oostenrijk | Wenen |

| 21 augustus 1950 | Nederland | 17–3 | Zwitserland | Wenen |

| 22 augustus 1950 | Zweden | 12–1 | Zwitserland | Wenen |

| 22 augustus 1950 | Joegoslavië | 9–7 | Italië | Wenen |

| 23 augustus 1950 | Nederland | 11–2 | Frankrijk | Wenen |

| 23 augustus 1950 | Italië | 12–1 | Zwitserland | Wenen |

| 24 augustus 1950 | Italië | 6–4 | Oostenrijk | Wenen |

| 24 augustus 1950 | Nederland | 6–3 | Joegoslavië | Wenen |

| 24 augustus 1950 | Zweden | 5–1 | Frankrijk | Wenen |

| 25 augustus 1950 | Zweden | 4–4 | Joegoslavië | Wenen |

| 25 augustus 1950 | Nederland | 11–1 | Oostenrijk | Wenen |

| 25 augustus 1950 | Frankrijk | 7–3 | Zwitserland | Wenen |

| 26 augustus 1950 | Nederland | 9–4 | Italië | Wenen |

| 26 augustus 1950 | Zweden | 7–2 | Oostenrijk | Wenen |

| 27 augustus 1950 | Joegoslavië | 4–1 | Frankrijk | Wenen |

| 27 augustus 1950 | Oostenrijk | 11–5 | Zwitserland | Wenen |

| 27 augustus 1950 | Zweden | 6–2 | Italië | Wenen |

## Eindrangschikking
| Eindrangschikking |             |             |             |             |             |            |            |            |        |
| Nr.               | Land        | Wedstrijden | Wedstrijden | Wedstrijden | Wedstrijden | Doelpunten | Doelpunten | Doelpunten | Punten |
| Nr.               | Land        | G           | W           | G           | V           | V          | T          | Saldo      | Punten |
| Goud              | Nederland   | 6           | 6           | 0           | 0           | 58         | 16         | +42        | 12     |
| Zilver            | Zweden      | 6           | 4           | 1           | 1           | 37         | 14         | +23        | 9      |
| Brons             | Joegoslavië | 6           | 4           | 1           | 1           | 46         | 25         | +21        | 9      |
| 4                 | Italië      | 6           | 3           | 0           | 3           | 42         | 35         | +7         | 6      |
| 5                 | Oostenrijk  | 6           | 2           | 0           | 4           | 29         | 43         | -14        | 4      |
| 6                 | Frankrijk   | 6           | 1           | 0           | 5           | 23         | 42         | -19        | 2      |
| 7                 | Zwitserland | 6           | 0           | 0           | 6           | 17         | 77         | -60        | 0      |

| 1950 Europees kampioen mannen · Nederland · 1e titel Selectie: Gerrit Bijlsma, Cor Braasem, Ruud van Feggelen, Gaston Finee, Max van Gelder, Henny Keetelaar, Nijs Korevaar en Frits Smol. · Bondscoach: Frans Kuyper. |